# Coelogyne griffithii
Coelogyne griffithii är en orkidéart som beskrevs av Joseph Dalton Hooker.
Coelogyne griffithii ingår i släktet Coelogyne och familjen orkidéer. Inga underarter finns listade i Catalogue of Life.